# می لت جانس
می لت جانس (انگلیسی: Mie Leth Jans؛ زادهٔ ۶ فوریهٔ ۱۹۹۴) بازیکن فوتبال اهل دانمارک است.
وی همچنین در تیم‌های ملی فوتبال Denmark women's national under-16 football team, Denmark women's national under-17 football team, Denmark women's national under-19 football team, Denmark women's national under-23 football team، و زنان دانمارک بازی کرده‌است.